# نضناض طويل المنقار للسير ديفيد
النضناض طويل المنقار لأتينبارا (الاسم العلمي: Zaglossus attenboroughi) (بالإنجليزية: Attenborough's long-beaked echidna)‏، والمعروف أيضًا باسم النضناض طويل المنقار للسير ديفيد (الاسم العلمي: Sir David's long-beaked echidna) أو النضناض طويل المنقار من سيكلوبس (الاسم العلمي: Cyclops long-beaked echidna)، هو واحد من ثلاثة أنواع جنس النضناض طويل المنقار (الاسم العلمي: Zaglossus) التي تستوطن جزيرة غينيا الجديدة. يعيش في جبال سيكلوبس [الإنجليزية] التي تقع بالقرب من مدينتي سنتاني [الإنجليزية] وجايابورا في منطقة بابوا الإندونيسية. سُمّي على شرف عالم الطبيعة السير ديفيد أتينبارا .